# Digital Active Signal Collector
Digital Active Signal Collector of afgekort DASC antenne zijn speciale actieve antennes voor het ontvangen van digitale signalen zoals DVB-T (Digitenne).
Actieve antennes zijn antennes waarbij direct bij de antenne een signaalversterker is ingebouwd. Dit type antenne wordt vooral toegepast bij de ontvangst van vrij zwakke signalen. Een bekende toepassing zijn de antennes die gebruikt worden bij DVB-T digitale televisie, zoals Digitenne in Nederland. Standaard worden deze ontvangers geleverd met een kleine binnenhuis antenne. Om ook in huis een voldoende sterk signaal te bereiken gebruikt men dus de actieve DASC antenne.

In gebieden waar de dekking van het signaal zwak is wordt gebruikgemaakt van ofwel de (oude) dakantenne van de analoge TV of men gebruikt een speciale losse DASC binnen- of buitenantenne.
Een DASC antenne krijgt zijn voedingsspanning via de coax kabel die gebruikt wordt voor de signaaloverdracht tussen antenne en DVB-T ontvanger.
Hoewel een actieve ontvanger eigenlijk niets anders is dan een gewone antenne plus antenne versterker biedt de geïntegreerde oplossing vaak betere resultaten dan het gebruiken van een losse versterker. Doordat de versterker direct geïntegreerd is aan de antenne wordt het signaal versterkt voordat er verliezen of storing kan optreden tussen antenne en versterker - zoals in de kabel of vooral connectoren.
Andere systemen waarbij actieve antennes veel worden toegepast zijn bijvoorbeeld:
- satelliet ontvangst: bij TV via de satelliet wordt het te ontvangen signaal allereerst versterkt door de schotel-antenne. Deze zorgt ervoor dat alle signalen die door de hele schotel worden ontvangen geconcentreerd wordt op de eigenlijke ontvanger - de LNB - welke ook actief is
- GPS ontvangers, zoals routeplanners van bijv. TomTom of Garmin, gebruiken ook actieve antennes om de zwakke satellietsignalen zodanig te versterken dat de signalen bruikbaar zijn.